# تترای زیبا (ماهی)
تترای زیبا با نام علمی Hemigrammus pulcher یک گونه نیمه محبوب آکواریومی است که به نام تترا گارنت یا تترا گوه سیاه نیز شناخته می‌شود. در طبیعت، این گونه در نزدیکی ایکیتوس در آمازون پرو و احتمالاً در برزیل و کلمبیا نیز یافت می‌شود.

## در اسارت
پرورش این گونه در اسارت مشکل است، زیرا باید از والدین در مقابل خوردن تخم‌های خودشان جلوگیری شود و همچنین به آب نرم و سبک و اسیدی نیاز دارند. تخم‌های این ماهی معمولاً در عرض ۲۰ تا ۲۴ ساعت باز و بچه ماهی‌ها از تخم خارج می‌شوند. تترای زیبا اکثر غذاهای پولکی با کیفیت بالا را می‌خورد. آنها در گروه‌های ۶ تایی یا بیشتر بهترین عملکرد را دارند.